# Mahama Cho
Mahama Cho, född 16 augusti 1989 i Abidjan i Elfenbenskusten, är en brittisk taekwondoutövare.

## Karriär
I december 2013 tog Cho guld i +80 kg-klassen vid första upplagan av Grand Prix i Manchester efter att ha besegrat brasilianska Guilherme Felix i finalen. Vid Grand Prix 2014 tog han i +80 kg-klassen silver i Astana efter en finalförlust mot franska M'Bar N'Diaye samt brons i Suzhou. I augusti 2015 tog Cho ännu ett brons vid Grand Prix i Moskva.
Cho tävlade för Storbritannien vid olympiska sommarspelen 2016 i Rio de Janeiro, där han blev utslagen i semifinalen i +80 kg-klassen av azeriska Radik Isajev. Cho förlorade sedan även bronsmatchen mot brasilianska Maicon Siqueira. I juni 2017 vid VM i Muju tog han silver i +87 kg-klassen efter en finalförlust mot nigeriska Abdoul Issoufou. Vid Grand Prix 2017 tog Cho guld i Rabat efter att ha besegrat ryska Roman Kuznetsov i finalen samt tog brons i London.
I september 2018 vid Grand Prix i Taoyuan tog Cho brons i +80 kg-klassen. I juni 2019 vid Grand Prix i Rom tog han återigen brons i +80 kg-klassen. I juli 2021 tävlade Cho vid OS i Tokyo, där han blev utslagen i åttondelsfinalen i +80 kg-klassen mot kinesiska Sun Hongyi. I december 2021 meddelade Cho att han avslutade sin taekwondokarriär.